# Melissa Breen

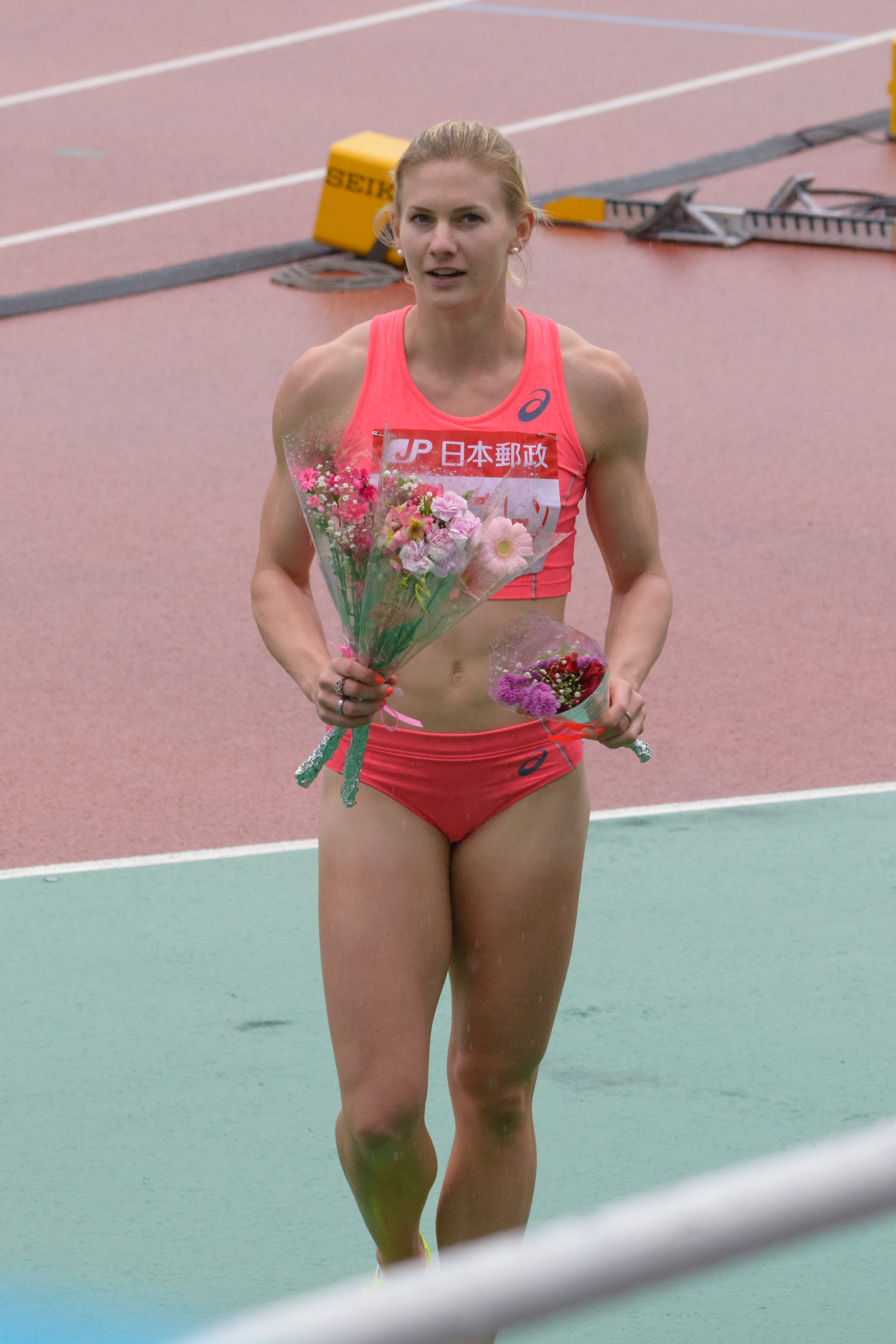
Melissa Breen, 2015

Melissa Breen (* 17. September 1990 in Canberra) ist eine australische Sprinterin.
2010 wurde sie über 100 Meter beim Continentalcup in Split Achte und erreichte bei den Commonwealth Games in Neu-Delhi das Halbfinale. Bei den Weltmeisterschaften 2011 in Daegu schied sie in der 4-mal-100-Meter-Staffel im Vorlauf aus.
2012 scheiterte sie bei den Olympischen Spielen in London über 100 Meter und 2013 bei den Weltmeisterschaften in Moskau über 100 und 200 Meter in der ersten Runde. 2014 gelangte sie bei den Commonwealth Games in Glasgow über 100 Meter ins Halbfinale und belegte mit der australischen 4-mal-100-Meter-Stafette den fünften Platz. Beim Continentalcup in Marrakesch wurde sie über 100 und 200 Meter jeweils Achte.
Bei den Weltmeisterschaften 2015 in Peking kam sie über 100 Meter nicht über den Vorlauf hinaus.
2010, 2012 und 2015 wurde sie Australische Meisterin über 100 Meter und 2012 über 200 Meter.

## Persönliche Bestzeiten
- 100 m: 11,11 s, 9. Februar 2014, Canberra (Ozeanienrekord)
- 200 m: 23,12 s, 9. März 2013, Sydney